# ده جمال‌الدین
ده جمال‌الدین یا حسین خان کمالی، روستایی در دهستان ژاله‌ای بخش کرباسک شهرستان زابل در استان سیستان و بلوچستان ایران است.

## جمعیت
بر پایه سرشماری عمومی نفوس و مسکن در سال ۱۳۹۵، جمعیت این روستا برابر با ۴۵ نفر (۱۱ خانوار) بوده‌است.